# Le Houlme
Le Houlme település Franciaországban, Seine-Maritime megyében. Lakosainak száma 4127 fő (2022. január 1.). Le Houlme Malaunay, Houppeville, Notre-Dame-de-Bondeville és Saint-Jean-du-Cardonnay községekkel határos.

## Népesség
A település népességének változása:
| Lakosok száma | 3993 | 4082 | 4092 | 4050 | 4033 | 4107 | 4149 | 4133 | 4127 |
|               | 2013 | 2015 | 2016 | 2017 | 2018 | 2019 | 2020 | 2021 | 2022 |